# Parakrobatik
Parakrobatik er en disciplin inden for akrobatik, hvor der optrædes i par (2 og 2). Sammen bygger man forskellige menneskelige skulpturer og eller balancer, som udføres med ynde og styrke. Disciplinen kræver ekstrem udholdenhed, samt en veludviklet balance og styrke. 
Den er nærmest beslægtet med gymnastik, akrobatik og sportsakrobatik.